# Prisma heptagonal
En geometria, el prisma heptagonal és un prisma amb base heptagonal. Aquest políedre té 9 cares, 21 arestes i 14 vèrtexs.
Un prisma heptagonal és recte si les arestes laterals i les cares laterals són perpendiculars a les cares de la base, sent les cares laterals rectangulars. En cas contrari, el prisma és oblic. Sol dir-se regular al prisma heptagonal recte, malgrat que realment es tracta d'un poliedre semirregular.

## Àrea
L'àrea d'un prisma heptagonal recte és la suma de les àrees de les cares laterals (rectangulars) i de les àrees de les bases (heptagonals). Si l'altura del prisma és {\displaystyle h}, el costat de la base és {\displaystyle L} i l'apotema es {\displaystyle a_{p}}, l'àrea del prisma és
{\displaystyle A=7L\cdot (a_{p}+h)}

## Volum
El volum d'un prisma heptagonal recte és el producte de l'àrea de la seva base per l'altura del prisma. Si l'altura del prisma és {\displaystyle h}, el costat de la base és {\displaystyle L} i l'apotema és {\displaystyle a_{p}}, el seu volum és
{\displaystyle V={\frac {7}{2}}\cdot h\cdot L\cdot a_{p}}
Pel principi de Cavalieri, el volum del prisma heptagonal oblic coincideix amb el del prisma heptagonal recte.